# Ron Saunders
Pour les articles homonymes, voir Saunders.
Ne doit pas être confondu avec Rob Saunders.
Ronald Saunders, plus connu sous le nom de Ron Saunders (né le 6 novembre 1932 à Birkenhead dans le Merseyside et mort le 7 décembre 2019,), est un footballeur anglais qui évoluait au poste d'attaquant, avant de devenir ensuite entraîneur.

## Palmarès

### Palmarès de joueur
Portsmouth
- Championnat d'Angleterre D2 :
  - Meilleur buteur : 1963-64 (33 buts).

- Championnat d'Angleterre D3 (1) :
  - Champion : 1961-62.

### Palmarès d'entraîneur
| Norwich City - Championnat d'Angleterre D2 (1) : - Champion : 1971-72. - Coupe de la Ligue anglaise : - Finaliste : 1972-73. |  | Manchester City - Coupe de la Ligue anglaise : - Finaliste : 1973-74.                                  |  | Aston Villa \| - Championnat d'Angleterre (1) : - Champion : 1980-81. - Championnat d'Angleterre D2 (1) : - Vice-champion : 1974-75. \| \| - Coupe de la Ligue (2) : - Vainqueur : 1974-75 et 1976-77. - Charity Shield (1) : - Vainqueur : 1981. \| |
| - Championnat d'Angleterre (1) : - Champion : 1980-81. - Championnat d'Angleterre D2 (1) : - Vice-champion : 1974-75.        |  | - Coupe de la Ligue (2) : - Vainqueur : 1974-75 et 1976-77. - Charity Shield (1) : - Vainqueur : 1981. |  | |